# Cardioglossa alsco
Cardioglossa alsco − zagrożony wyginięciem gatunek płaza bezogonowego z rodziny artroleptowatych (Arthroleptidae). Został opisany w 2004 roku przez Herrmanna i współpracowników.

## Występowanie
Jedynym miejscem na świecie, gdzie można go spotkać, jest Kamerun. Jak dotąd stwierdzono go na dwóch stanowiskach w regionie Adamawa w zachodniej części kraju. Miejsce typowe to południowe stoki góry Tchabal Mbabo (wyżyna Adamawa) na wysokości 1700–2100 m n.p.m. Nie spotyka się go na stokach północnych, przynajmniej nie na tej wysokości, bowiem porastające je lasy różnią się od południowych lasów galeriowych. Drugie stanowisko znajduje się w górach Gotel w pobliżu granicy z Nigerią, na wysokości 2010 m n.p.m.; możliwe, że występuje też na przyległym obszarze Nigerii.
Zamieszkuje tropikalne wilgotne lasy górskie, rzeki i strumienie. Zwierzęta te spotykano pod kamieniami wokół płytkich zbiorników wodnych w sąsiedztwie wód płynących.

## Behawior
Odgłosy tych stworzeń były słyszane w nocy podczas pory suchej.

## Rozmnażanie
Prawdopodobnie przebiega w środowisku wodnym, gdzie rozwijają się larwy.

## Status zagrożenia
W Czerwonej księdze gatunków zagrożonych IUCN gatunek ten od 2017 roku klasyfikowany jest jako zagrożony (EN, ang. Endangered); wcześniej, od 2006 roku uznawano go za gatunek krytycznie zagrożony (CR, ang. Critically Endangered).
Płaz ten jest pospolity, ale na bardzo ograniczonym zasięgu występowania. Istnieją doniesienia o spotkaniu aż 73 osobników w jednym miejscu. Liczebność zmniejsza się.
Utrata środowiska naturalnego stanowi największe zagrożenie dla tego gatunku. Dokonuje się ona na skutek m.in. rozwoju rolnictwa, pozyskiwania drewna i pożarów.